# Erora phrosine
Erora phrosine is een vlinder uit de familie van de Lycaenidae. De wetenschappelijke naam van de soort werd als Thecla phrosine in 1909 gepubliceerd door Hamilton Herbert Druce.